# Cordyceps
 (juin 2025).
Si vous disposez d'ouvrages ou d'articles de référence ou si vous connaissez des sites web de qualité traitant du thème abordé ici, merci de compléter l'article en donnant les références utiles à sa vérifiabilité et en les liant à la section « Notes et références ».
Genre
Synonymes
- Akrophyton Lebert[2]
- Campylothecium Ces.[2]
- Cordylia Fr.[2]
- Cordyliceps Fr.[2]
- Corynesphaera Dumort.[2]
- Hypoxylum Juss.[2]
- Mitrasphaera Dumort.[2]
- Phytocordyceps C.H. Su & H.H. Wang[2]
- Polistophthora Lebert[2]
- Racemella Ces.[2]

Cordyceps est un genre de champignons entomopathogènes (qui infecte des insectes ou des araignées) ascomycètes de la famille des Cordycipitaceae. Il peut aussi parasiter d'autres champignons.

## Description
Parmi les pyrénomycètes de l'ancienne classification, à présent recentrés chez les Sordariomycetes, on trouve l'ordre des Clavicipitales, dont les espèces possèdent des asques longs et très étroits, à paroi mince et sommet épaissi. La famille des Clavicipitaceae comprend 23 genres et plus de 200 espèces.
Cordyceps s.s., Fr. 1818 emend. Sung et al. 2007 :
Ce sont des espèces pâles ou très colorées, qui produisent des stromas de consistance molle, masse mycélienne formant des endosclérotes à l'intérieur des insectes, avec un feutrage partiel à la surface de l'hôte. Elles infectent les larves ou les pupes de Coléoptères et de Lépidoptères, dans la litière de feuilles ou de mousse, parfois aussi en terre nue.
Le stroma est unique ou cespiteux, charnu, fibrilleux, ou rarement marasmioïde ; la tige est simple ou ramifiée, filiforme, cylindracée, clavée, avec ou sans couche péridiale ; la partie fertile est apicale ou latérale. La couche péridiale est pseudo-parenchymateuse, hyphale ou palissadique, poilue ou glabre.
Le périthèce est superficiel, immergé ou semi-immergé, vertical ou oblique. Les asques sont allongées, cylindriques à sommet hémisphérique ou allongé, contenant quatre ou huit spores. Les ascospores sont hyalines, longuement cylindriques ou fusiformes, septées, donnant des spores secondaires, sauf rares exceptions.
Les spores secondaires sont fusiformes ou en cylindres tronqués.
Cordyceps est abondant en zone tropicale sur les fourmis, insectes et araignées. Il en existe quelques espèces en Europe.
La présence de Cordyceps peut révéler la présence de « fausses-truffes » du genre Elaphomyces (Elaphomyces granulatus en particulier). Ce sont les Elaphocordyceps et les Metacordyceps qui sont endémiques à l'Est de l'Asie.
Le type du genre est Cordyceps militaris (L.) Fr.
Il existe de nombreux stades imparfaits (anamorphes) : Isaria, Hirsutella, Hymenostilbe, etc.
L'analyse biomoléculaire a séparé le genre Ophiocordyceps (Petch 1931 emend. Sung et al. 2007). Il s'agit du plus grand groupe de champignons parasites des arthropodes, surtout sur des hôtes enterrés ou des débris ligneux en décomposition. Stroma et subiculum sont sombres, rarement colorés, fibreux, tenaces à flexibles, rarement charnus. Les périthèces sont groupés en coussinets au sommet ou latéralement, superficiels ou complètement immergés, généralement disposés perpendiculairement ou obliquement. Les asques sont hyalins, cylindriques, plutôt épaissis au sommet, rarement fusoïdes à ellipsoïdes. Les ascospores sont cylindriques, multiseptées, désarticulées ou non en parties sporales.

## Étymologie
Le nom Cordyceps signifie « tête de nœud » ou « tête en massue », du grec κορδύλη (cordylê), « bosse », « enflure », « nœud », et du latin ceps, « tête ». Mais il pourrait également vouloir dire « tête de têtard », de cordylos qui signifie « têtard ».
Le nom sinojaponais tōchūkasō (冬虫夏草) signifie littéralement « insecte l'hiver, herbe en été ».

## Historique du taxonCordyceps
Les premiers microscopes ne permettant pas de distinguer la vraie nature des ascomes, Carl Linnæus, suivant Sébastien Vaillant, place les Cordyceps dans les Clavaria et C. H. Persoon dans les Sphaeria. Ce dernier genre couvre à l'époque plusieurs genres des actuels Hypochreales et Spheriales.
Vingt-deux ans plus tard, Fries démantèle ce genre Sphaeria en plusieurs sections, dont l'une nommée Cordyceps, pour accueillir les ascomycètes à fructifications charnues, dressées comme le sont les Cordyceps actuels, ainsi que Sphaeria alutacea, à présent assigné à une espèce de Podocrea.
Il faudra attendre les travaux de Charles Tulasne pour que le genre Cordyceps reçoive une définition à peu près semblable à la conception actuelle, bien que le nom de Torrubia qu'il propose pour ce dernier soit invalide. Trois genres sont considérés les plus proches des Cordyceps, tous porteurs d'ascospores filamenteux :
1. Torrubiella forme un endosclérote dans le corps des insectes et le subiculum à l'extérieur.
2. Claviceps forme un exosclérote portant le stroma sur les inflorescences des graminées et carex.
3. Balansia forme un pseudosclérote (formé de cellules de l'hôte et d'hyphes fongiques) sur les tiges et inflorescences de graminées.

Les Cordyceps forment un endosclérote produisant un stroma à l'intérieur des insectes, les fructifications d'Elaphomyces et le sclérote de Claviceps.

## Espèces remarquables
- Cordyceps militaris
- Cordyceps bassiana

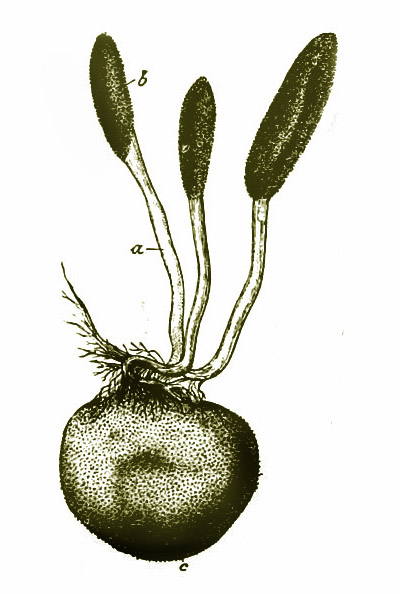
Elaphocordyceps ophioglossoides (autrefois à tort classé parmi les Cordyceps) parasitant une fausse truffe (Elaphomyces granulatus ? (Truffe des cerfs), d’après un dessin d’Anton Joseph Kerner von Marilaun (1831-1898)

Certaines espèces jadis classées dans le genre Cordyceps ont été transférées dans d'autres genres :
- Cordyceps ophioglossoides est devenu Elaphocordyceps ophioglossoides
- Cordyceps sinensis est devenu Ophiocordyceps sinensis, espèce utilisée dans les pharmacopées chinoise et tibétaine traditionnelles

## Liste des espèces
Selon Index Fungorum (30 octobre 2018) :
- Cordyceps adpropinquans (Ces.) Sacc. 1883
- Cordyceps aeruginosclerota Z.Q. Liang & A.Y. Liu 1997
- Cordyceps agriotidis Kawam. 1955
- Cordyceps alba Kobayasi & Shimizu 1982
- Cordyceps albella Massee 1899
- Cordyceps albida Berk. & M.A. Curtis ex Cooke 1884
- Cordyceps albocitrinus Koval 1974
- Cordyceps alboperitheciata Kobayasi & Shimizu 1982
- Cordyceps alpicola Kobayasi 1976
- Cordyceps amoene-rosea (Henn.) Kepler, B. Shrestha & Spatafora 2017
- Cordyceps ampullacea Kobayasi & Shimizu 1982
- Cordyceps arachnogena Kobayasi 1976
- Cordyceps aspera Pat. 1893
- Cordyceps atewensis Samson, H.C. Evans & Hoekstra 1982
- Cordyceps atrobrunnea Penz. & Sacc. 1898
- Cordyceps atropuncta Koval 1961
- Cordyceps aurantiaca Lohwag 1937
- Cordyceps aurea Moureau 1949
- Cordyceps barberi Giard 1894
- Cordyceps bassiana Z.Z. Li, C.R. Li, B. Huang & M.Z. Fan 2001
- Cordyceps baumanniana Henn. 1897
- Cordyceps belizensis Mains 1940
- Cordyceps bicolor Pat. 1928
- Cordyceps bifusispora O.E. Erikss. 1982
- Cordyceps blackwelliae Mongkols., Noisrip., Thanakitp., Spatafora & Luangsa-ard 2018
- Cordyceps bokyoensis Kobayasi 1983
- Cordyceps bombi Rick ex Lloyd 1920
- Cordyceps brasiliensis Henn. 1897
- Cordyceps brittlebankii McLennan & Cookson 1926
- Cordyceps brongniartii Shimazu 1989
- Cordyceps bulolensis Kobayasi 1976
- Cordyceps caespitosa (Tul. & C. Tul.) Sacc. 1878
- Cordyceps caespitosofiliformis Henn. 1902
- Cordyceps callidii Quél. 1898
- Cordyceps carnata Moureau 1949
- Cordyceps caroliniensis Berk. & Ravenel 1855
- Cordyceps cateniannulata (Z.Q. Liang) Kepler, B. Shrestha & Spatafora 2017
- Cordyceps cateniobliqua (Z.Q. Liang) Kepler, B. Shrestha & Spatafora 2017
- Cordyceps changpaishanensis Kobayasi 1981
- Cordyceps chiangdaoensis Tasan., Thanakitp., Khons. & Luangsa-ard 2016
- Cordyceps chichibuensis Kobayasi & Shimizu 1980
- Cordyceps chishuiensis Z.Q. Liang & A.Y. Liu 2002
- Cordyceps chongqingensis Y.H. Yang, Shao X. Cai, Y.M. Zheng, X.M. Lu, X.Y. Xu & Y.M. Han 2008
- Cordyceps chualasae Koval & M.M. Nazarova 1970
- Cordyceps cinnabarina Petch 1933
- Cordyceps citrea Penz. & Sacc. 1898
- Cordyceps coccidiocapitata Kobayasi & Shimizu 1982
- Cordyceps coccinea Penz. & Sacc. 1898
- Cordyceps coleopterorum (Samson & H.C. Evans) Kepler, B. Shrestha & Spatafora 2017
- Cordyceps consumpta G. Cunn. 1921
- Cordyceps coronilla Höhn. 1909
- Cordyceps cotopaxiana Kobayasi 1981
- Cordyceps coxii Olliff 1895
- Cordyceps craigii Lloyd 1915
- Cordyceps cranstounii Olliff 1895
- Cordyceps cristata Möller 1901
- Cordyceps ctenocephala P. Syd. 1922
- Cordyceps cuncunae Palfner 2012
- Cordyceps cusu Pat. 1895
- Cordyceps cylindrica Petch 1937
- Cordyceps deflectens Penz. & Sacc. 1898
- Cordyceps dimeropoda P. Syd. 1922
- Cordyceps doassansii Pat. 1885
- Cordyceps doiana Kobayasi 1981
- Cordyceps erotyli Petch 1937
- Cordyceps exasperata A.F. Vital 1956
- Cordyceps farinosa (Holmsk.) Kepler, B. Shrestha & Spatafora 2017
- Cordyceps fasciculata Pat. 1899
- Cordyceps favobrunnescens Henn. 1900
- Cordyceps flavobrunnescens Henn. 1900
- Cordyceps fleischeri Penz. & Sacc. 1902
- Cordyceps formosana Kobayasi & Shimizu 1981
- Cordyceps fuliginosa Ces. 1861
- Cordyceps fumosorosea (Wize) Kepler, B. Shrestha & Spatafora 2017
- Cordyceps furcata McLennan & Cookson 1923
- Cordyceps gemella Moureau 1961
- Cordyceps geotrupis Teng 1934
- Cordyceps ghanensis (Samson & H.C. Evans) Kepler, B. Shrestha & Spatafora 2017
- Cordyceps grenadensis Mains 1954
- Cordyceps grylli Teng 1936
- Cordyceps gryllotalpae Lloyd 1920
- Cordyceps guizhouensis Zuo Y. Liu, Z.Q. Liang & A.Y. Liu 1997
- Cordyceps hauturu Dingley 1953
- Cordyceps hawkesii G.R. Gray 1858
- Cordyceps henleyae Massee 1894
- Cordyceps hepialidicola Kobayasi & Shimizu 1983
- Cordyceps herculea (Miq.) Mussat 1901
- Cordyceps herculea (Schwein.) Sacc. 1883
- Cordyceps hesleri Mains 1939
- Cordyceps hirotaniana Kobayasi 1983
- Cordyceps hokkaidoensis Kobayasi 1941
- Cordyceps hormospora Möller 1901
- Cordyceps huntii Giard 1895
- Cordyceps ignota Marchion. 1945
- Cordyceps imagamiana Kobayasi & Shimizu 1983
- Cordyceps incarnata Möller 1901
- Cordyceps inconspicua Moureau 1962
- Cordyceps interrupta Höhn. 1909
- Cordyceps iriomoteana Kobayasi & Shimizu 1982
- Cordyceps isarioides M.A. Curtis 1895
- Cordyceps ithacensis Bałazy & Bujak. 1986
- Cordyceps javanica (Bally) Kepler, B. Shrestha & Spatafora 2017
- Cordyceps javensis Henn. 1902
- Cordyceps joaquiensis Henn. 1904
- Cordyceps juruensis Henn. 1904
- Cordyceps kintrischica (B.A. Borisov & Tarasov) Kepler, B. Shrestha & Spatafora 2017
- Cordyceps kirkii G. Cunn. 1922
- Cordyceps klenei Pat. 1908
- Cordyceps kobayasii Koval 1984
- Cordyceps kurijimeaensis Negi, Koranga, Ranj. Singh & Z. Ahmed 2010
- Cordyceps kyushuensis A. Kawam. 1955
- Cordyceps kyusyuensis Kawam. 1955
- Cordyceps lacroixii Har. & Pat. 1904
- Cordyceps langloisii Ellis & Everh. 1892
- Cordyceps lateritia Dingley 1953
- Cordyceps lepidopterorum Mongkols., Noisrip., Thanakitp., Spatafora & Luangsa-ard 2018
- Cordyceps leucocephala Moureau 1962
- Cordyceps lignicola Massee 1899
- Cordyceps lilacina Moureau 1949
- Cordyceps locusticola (Z.Q. Liang, X.Y. He & Y.F. Han) Kepler, B. Shrestha & Spatafora 2017
- Cordyceps longdongensis A.Y. Liu & Z.Q. Liang 1997
- Cordyceps loushanensis Z.Q. Liang & A.Y. Liu 1997
- Cordyceps macleodganensis Sapan K. Sharma 2016
- Cordyceps mantidicola Kobayasi & Shimizu 1983
- Cordyceps manzhurica Koval 1961
- Cordyceps maolanensis Zuo Y. Liu & Z.Q. Liang 1997
- Cordyceps maolanoides Z.Q. Liang, A.Y. Liu & J.Z. Huang 2002
- Cordyceps memorabilis (Ces.) Ces. 1861
- Cordyceps michaelisii Henn. 1902
- Cordyceps militaris (L.) Fr. 1818
- Cordyceps miniata Moureau 1961
- Cordyceps minuta Kobayasi 1963
- Cordyceps miquelii (Tul. & C. Tul.) Sacc. 1883
- Cordyceps miryensis Henn. 1904
- Cordyceps mitrata Pat. 1898
- Cordyceps montagnei Berk. & M.A. Curtis 1868
- Cordyceps morakotii Tasan., Thanakitp. & Luangsa-ard 2016
- Cordyceps muscae Henn. 1898
- Cordyceps musicaudata Z.Q. Liang & A.Y. Liu 1996
- Cordyceps myosuroides Henn. 1902
- Cordyceps myrmecogena Kobayasi & Shimizu 1978
- Cordyceps nakazawae Kawam. 1955
- Cordyceps nanatakiensis Kobayasi & Shimizu 1983
- Cordyceps necator Pat. & Har. 1912
- Cordyceps neogryllotalpae Kobayasi 1976
- Cordyceps neosuperficialis T.H. Li, Chun Y. Deng & B. Song 2008
- Cordyceps nikkoensis Kobayasi 1941
- Cordyceps ninchukispora (C.H. Su & H.H. Wang) G.H. Sung, J.M. Sung, Hywel-Jones & Spatafora 2007
- Cordyceps ningxiaensis T. Bau & J.Q. Yan 2014
- Cordyceps nirtolii Negi, Koranga, Ranj. Singh & Z. Ahmed 2010
- Cordyceps norvegica Johan-Olsen 1911
- Cordyceps novoguineensis Kobayasi & Shimizu 1976
- Cordyceps obliqua Kobayasi 1941
- Cordyceps obliquiordinata Kobayasi & Shimizu 1982
- Cordyceps ochraceostromata Kobayasi & Shimizu 1980
- Cordyceps odyneri Quél. 1886
- Cordyceps ogurasanensis Kobayasi & Shimizu 1982
- Cordyceps olivacea Rick 1922
- Cordyceps olivaceovirescens Henn. 1900
- Cordyceps olivascens Mains 1947
- Cordyceps oncoperae P.J. Wright 1993
- Cordyceps ootakiensis Kobayasi & Shimizu 1983
- Cordyceps oumensis Höhn. 1909
- Cordyceps ovoideoperitheciata Kobayasi & Shimizu 1982
- Cordyceps pallidiolivacea Kobayasi & Shimizu 1982
- Cordyceps parvula Mains 1959
- Cordyceps phymatospora C.R. Li, M.Z. Fan & Z.Z. Li 2002
- Cordyceps pieli Olliff 1895
- Cordyceps pilifera Kobayasi 1981
- Cordyceps piperis (J.F. Bisch. & J.F. White) D. Johnson, G.H. Sung, J.F. Bisch. & Spatafora 2009
- Cordyceps pittieri E. Bommer & M. Rousseau 1896
- Cordyceps pleuricapitata Kobayasi & Shimizu 1982
- Cordyceps podocreoides Höhn. 1909
- Cordyceps polyarthra Möller 1901
- Cordyceps polycarpica Z.Q. Liang & A.Y. Liu 1996
- Cordyceps polycephala Kobayasi & Shimizu 1983
- Cordyceps poprawskii (Caban., J.H. de Leon, Humber, K.D. Murray & W.A. Jones) Kepler, B. Shrestha & Spatafora 2017
- Cordyceps pruinosa Petch 1924
- Cordyceps pseudoinsignis Moureau 1949
- Cordyceps pseudonelumboides Kobayasi & Shimizu 1982
- Cordyceps puiggarii Speg. 1919
- Cordyceps racemosa Berk. 1854
- Cordyceps ramosostipitata Kobayasi & Shimizu 1983
- Cordyceps rebertsii Hook.
- Cordyceps rhizomorpha Möller 1901
- Cordyceps riverae Pacioni 1979
- Cordyceps rosea Kobayasi & Shimizu 1982
- Cordyceps roseostromata Kobayasi & Shimizu 1983
- Cordyceps rostrata Z.Q. Liang, A.Y. Liu & M.H. Liu 2003
- Cordyceps rubiginosistipitata Kobayasi & Shimizu 1983
- Cordyceps rubra Möller 1901
- Cordyceps rubricapitata Kobayasi & Shimizu 1983
- Cordyceps rubrostromata Kobayasi 1983
- Cordyceps sakishimensis Kobayasi & Shimizu 1983
- Cordyceps scottianus Olliff 1895
- Cordyceps setulosa Quél. 1875
- Cordyceps shanxiensis B. Liu, Rong & H.S. Jin 1985
- Cordyceps sheeringii Massee 1890
- Cordyceps shimaensis Kobayasi 1981
- Cordyceps shimizui Y.J. Yao 1995
- Cordyceps singeri Mains 1954
- Cordyceps spegazzinii M.S. Torres, J.F. White & J.F. Bisch. 2006
- Cordyceps sphaerocapitata Kobayasi 1976
- Cordyceps stiphrodes P. Syd. 1922
- Cordyceps subcorticicola Henn. 1902
- Cordyceps submilitaris Henn. 1896
- Cordyceps subochrocea Penz. & Sacc. 1901
- Cordyceps sulfurea Kobayasi & Shimizu 1983
- Cordyceps suoluoensis Z.Q. Liang & A.Y. Liu 2002
- Cordyceps taishanensis B. Liu, P.G. Yuan & J.Z. Cao 1984
- Cordyceps takaomontana Yakush. & Kumaz. 1941
- Cordyceps tarapotensis Henn. 1904
- Cordyceps telfairii Berk.
- Cordyceps tenuipes (Peck) Kepler, B. Shrestha & Spatafora 2017
- Cordyceps termitophila Kobayasi & Shimizu 1978
- Cordyceps thaxteri Mains 1939
- Cordyceps translucens Petch 1924
- Cordyceps trictenae Olliff 1895
- Cordyceps trinidadensis Mains 1959
- Cordyceps truncata Moureau 1949
- Cordyceps typhuliformis Berk. & Cooke 1884
- Cordyceps uleana Henn. 1904
- Cordyceps ussuriensis Koval 1961
- Cordyceps variegata Moureau 1949
- Cordyceps velutipes Massee 1895
- Cordyceps venezuelensis Mains 1947
- Cordyceps vinosa Moureau 1961
- Cordyceps vorobjovii Koval & M.M. Nazarova 1970
- Cordyceps wallaysii Westend. 1859
- Cordyceps washingtonensis Mains 1947
- Cordyceps wittii Henn. 1897
- Cordyceps yahagiana Kobayasi & Shimizu 1980